# Xã Highland, Quận Wapello, Iowa
Xã Highland (tiếng Anh: Highland Township) là một xã thuộc quận Wapello, tiểu bang Iowa, Hoa Kỳ. Năm 2010, dân số của xã này là 267 người.